# Dáin Železnonogi II.
Dáin Železnonogi II. oz. Dáin Ironfoot II. je izmišljen lik iz Tolkienove mitologije, serije knjig o Srednjem svetu britanskega pisatelja J. R. R. Tolkiena.
Omenjen je kot škratovski kralj. Kot Grórov potomec in najmlajši sin Dáina I. je vladal v Sinjem pogorju.